# Teorema de Frege

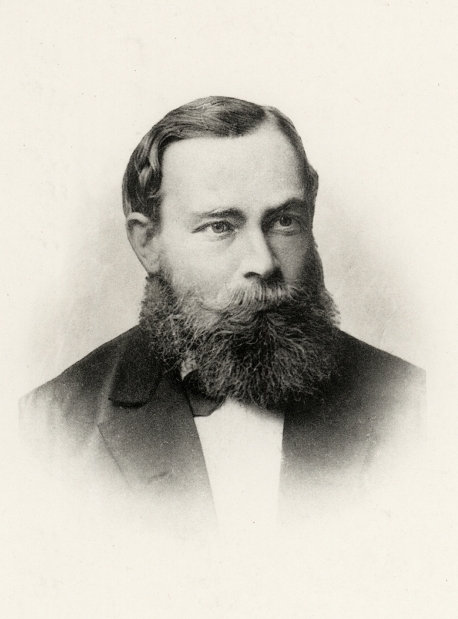
Gottlob Frege. Frege formulou o teorema de Frege em "Die Grundlagen der Arithmetik" (1884) e formalizou-o em "Grundgesetze der Arithmetik I" (1893), estabelecendo bases sólidas para a lógica matemática moderna

Na metalógica e na metamatemática, o teorema de Frege é um metateorema que afirma que os axiomas de Peano da aritmética podem ser derivados em lógica de segunda ordem a partir do princípio de Hume. Foi primeiro provado, de forma informal, por Gottlob Frege em seu trabalho de 1884 Die Grundlagen der Arithmetik (Os Fundamentos da Aritmética) e provado de forma mais formal em sua obra de 1893 Grundgesetze der Arithmetik I (Leis Básicas da Aritmética I). O teorema foi redescoberto por Crispin Wright no início da década de 1980 e desde então tem sido objeto de trabalhos significativos. Está no cerne da filosofia da matemática conhecida como neo-logicismo (pelo menos da variedade da Escola Escocesa).

## Visão Geral
Em Os Fundamentos da Aritmética (1884), e posteriormente, em Leis Básicas da Aritmética (vol. 1, 1893; vol. 2, 1903), Frege tentou derivar todas as leis da aritmética a partir de axiomas que ele afirmava serem lógicos (veja logicismo). A maioria desses axiomas foi herdada de sua Begriffsschrift; o único princípio verdadeiramente novo foi aquele que ele chamou de Lei Básica V: o "intervalo de valores" da função f(x) é o mesmo que o "intervalo de valores" da função g(x) se e somente se ∀x[f(x) = g(x)]. No entanto, não apenas a Lei Básica V falhou em ser uma proposição lógica, mas o sistema resultante mostrou-se inconsistente, pois estava sujeito ao paradoxo de Russell.
A inconsistência nas Grundgesetze de Frege ofuscou a realização de Frege: segundo Edward Zalta, as Grundgesetze "contém todos os passos essenciais de uma prova válida (em lógica de segunda ordem) das proposições fundamentais da aritmética a partir de um único princípio consistente." Esta realização ficou conhecida como o teorema de Frege.